# Agrostis pittieri
Agrostis pittieri är en gräsart som beskrevs av Eduard Hackel. Agrostis pittieri ingår i släktet ven, och familjen gräs. Inga underarter finns listade i Catalogue of Life.